# Insenatura di Williams
L'insenatura di Williams è un'insenatura larga circa 26 km all'imboccatura e lunga 29, situata nella costa sud-occidentale dell'isola Alessandro I, al largo della Terra di Palmer, in Antartide. L'insenatura, che si estende in direzione nord-est/sud-ovest e la cui superficie è completamente ricoperta dai ghiacci della piattaforma glaciale Bach, si trova in particolare a nord della penisola Shostakovich e in essa si getta, tra gli altri, il ghiacciaio Dargomyzhsky.

## Storia
L'insenatura di Williams è stata fotografata dal cielo già durante la spedizione antartica di ricerca svolta nel 1947-48 e comandata da Finn Rønne, ed è stata delineata più dettagliatamente nel 1960 da Derek Searle, cartografo del British Antarctic Survey (al tempo ancora chiamato "Falkland Islands Dependencies Survey", FIDS), sulla base di fotografie aeree scattate durante tale spedizione. Dopo essere stata mappata ancora più in dettaglio da membri dello United States Geological Survey grazie a fotografie satellitari scattate da uno dei satelliti Landsat tra il 1972 e il 1973, è stata infine così battezzata nel 1980 dal Comitato britannico per i toponimi antartici in onore del compositore inglese Ralph Vaughan Williams.